# Shōtarō Ishinomori
Shōtarō Ishinomori (石ノ森章太郎 Ishinomori Shōtarō; Prefectura de Miyagi, 25 de enero de 1938 - 28 de enero de 1998) fue una figura influyente en el manga, anime y tokusatsu con la creación de varias series populares de larga duración como Cyborg 009, Kamen Rider y Super Sentai Series. El nombre real de Ishinomori era Shōtarō Onodera (小野寺章太郎), y era también conocido como Shōtarō Ishimori (石森章太郎) hasta que en 1986 cambió su apellido a Ishinomori.

## Biografía
El arte de Ishinomori evoca en cierta medida al de su mentor Osamu Tezuka. La verdadera historia de su primer encuentro con Tezuka fue ilustrada en un material suplementario de cuatro páginas como cuento dibujado en la reimpresión de los años 1970 de la serie manga Astro Boy. En 1954, Ishinomori presentó su primer trabajo oficial, Nikyu Tenshi, para un concurso de nuevos talentos en la revista Manga Shōnen. Tezuka quedó impresionado con sus dibujos y le preguntó a Ishinomori si podía ayudarlo con Astro Boy.  Luego de terminar secundaria en 1956, Ishinomori se mudó al mítico edificio Tokiwa-sō con Tezuka, y vivieron juntos hasta 1961.
Cyborg 009, creada en 1963, fue la primera serie que mostraba un equipo de héroes con superpoderes creada en Japón. El mismo año, Kazumasa Hirai y Jiro Kuwata crearon el primer superhéroe japonés cyborg, 8 Man (que precedió a Kikaider por nueve años). El éxito de la serie de televisión Kamen Rider, producida por Toei Company Ltd. en 1971, llevó al nacimiento del superhéroe "henshin" (transformación) (superhéroes de tamaño humano que podían transformarse haciendo una pose, y utilizaban artes marciales para luchar contra los monstruos enemigos), dando como resultado varias secuelas que continúan hoy día. Ishinomori entonces creó varios dramas similares de superhéroes, casi todos producidos por Toei, incluyendo Android Kikaider , Henshin Ninja Arashi, Inazuman, Robotto Keiji, Himitsu Sentai Goranger (la primera serie de la franquicia Super Sentai Series), Kaiketsu Zubat, y otros tantos. Incluso creó varios programas infantil populares en Japón como lo fue Hoshi no Ko Chobin en 1974, el cual incluso tuvo éxito en la televisión italiana, y Good Luck, Robocon!.
Fuera del género Super Sentai, Ishinomori también demostró una gran versatilidad temática, apuntando a todos los públicos. Sus manga más conocidos como Sabu and Ichi, Genma Wars y 009-1 han sido adaptadas a otros formatos como televisión, cine, literatura, radionovelas y videojuegos. En 1992, ilustró una versión cómic del juego de Super Nintendo The Legend of Zelda: A Link to the Past, para la revista americana Nintendo Power. En 1997, un ya enfermo Ishinomori contactó a su "sucesor" Kazuhiko Shimamoto para hacer una continuación de Skull Man (1970).  Posteriormente Shimamoto se encargaría de revivir otras obras clásicas de su maestro.

## Fallecimiento y legado
Falleció de un ataque cardíaco el 28 de enero de 1998, sólo tres días después de su cumpleaños 60. Su último trabajo fue la serie tokusatsu Voicelugger, estrenada un año más tarde. Dos años después de su muerte, la franquicia Kamen Rider sería resucitada en formato de serie de televisión con la temporada Kamen Rider Kuuga emitiéndose ininterrumpidamente una temporada nueva desde ese momento hasta el día de hoy. Todas las temporadas de Kamen Rider y Super Sentai producidas durante la Era Heisei posteriores a su muerte y actualmente en la Era Reiwa lo tendrían a él acreditado como su creador. El Ishinomori Manga Museum fundado en su honor abrió sus puertas en Ishinomaki, Miyagi en 2001. Póstumamente, ganó el Guinness World Record por ser el artista más productivo en la historia del cómic, totalizando más de 128,000 páginas en 770 títulos a través de 500 volúmenes.

## Obras (lista parcial)
| Año(s)  | Título original                       | Título traducido                                  | Nroº. de volúmenes | Género                          | Traducción disponible                                                       |
| ------- | ------------------------------------- | ------------------------------------------------- | ------------------ | ------------------------------- | --------------------------------------------------------------------------- |
| 1954-55 | 二級天使                              | Nikyuu Tenshi                                     | 1                  | Fantasía                        | No                                                                          |
| 1957-64 | 竜神沼                                | Ryuujin Numa / Dragon God Pond                    | 1                  | Fantasía, Shojo                 | (en inglés)                                                                 |
| 1964-81 | サイボーグ009                         | Cyborg 009                                        | 36                 | Ciencia ficción, Aventura       | (en inglés)                                                                 |
| 1964-69 | さるとびエッちゃん                    | Sarutobi Ecchan                                   | 5                  | Shojo, Magical Girl, Infantil   | No                                                                          |
| 1965-66 | ミュータント・サブ                    | Mutant Sabu                                       | 3                  | Shonen, Sobrenatural            | (en inglés)                                                                 |
| 1966-72 | 佐武と市捕物控                        | Sabu and Ichi's Detective Memoirs                 | 17                 | Histórico, Samurái              | (en inglés y español)                                                       |
| 1967-74 | 009ノ1                                | 009-1                                             | 6                  | Acción, Espionaje               | No                                                                          |
| 1967-68 | 幻魔大戦                              | Genma Wars                                        | 2                  | Ciencia ficción, Distopía       | No                                                                          |
| 1967-71 | ジュン - 章太郎のファンタジーワールド | Shoutaro's Fantasy World Jun                      | 2                  | Fantasía, Psicológico           | (en inglés)                                                                 |
| 1969-70 | リュウの道                            | The Road of Ryuu                                  | 8                  | Aventura, Shonen                | (en inglés)                                                                 |
| 1970    | スカルマン                            | The Skull Man                                     | 1                  | Acción, Ciencia ficción         | (en inglés)                                                                 |
| 1970-71 |                                       | Mi vida Sexual                                    | 3                  | Erótico                         | Satori ediciones (2018) con el título de «Mi vida sexual y otras historias» |
| 1971    | 宮本武蔵                              | Miyamoto Musashi                                  | 1                  | Histórico, Samurái              | (en español)                                                                |
| 1971    | 原始少年リュウ                        | Primitive Boy Ryu                                 | 3                  | Aventura, Shoneni               | (en italiano)                                                               |
| 1971    | 劇画家畜人ヤプー                      | Domestic Yapoo                                    | 1                  | Ciencia ficción, Erótico        | (en inglés)                                                                 |
| 1971-72 | 仮面ライダー                          | Kamen Rider                                       | 4                  | Acción, Ciencia ficción, Shonen | (en español)                                                                |
| 1972-73 | ロボット刑事                          | Robot Keiji                                       | 3                  | Acción, Mecha                   | (en inglés)                                                                 |
| 1972-73 | 変身忍者 嵐                           | Transforming Ninja Arashi                         | 3                  | Acción, Shonen, Histórico       | (en inglés)                                                                 |
| 1973-74 | 買厄懸場帖 九頭竜                     | Baiyaku Kakebachou Kuzuryuu                       | 3                  | Samurái, Misterio, Drama        | No                                                                          |
| 1972-74 | 人造人間キカイダー                    | Android Kikaider                                  | 6                  | Mecha, Ciencia ficción          | (en inglés)                                                                 |
| 1973-74 | イナズマン                            | Inazuman                                          | 4                  | Acción, Shonen                  | (en inglés)                                                                 |
| 1974-75 | 星の子チョビン                        | Chobin the Star Child                             | 1                  | Fantasía, Comedia, Infantil     | No                                                                          |
| 1976-78 | ギルガメッシュ                        | Gilgamesh                                         | 6                  | Drama, Fantasía                 | (en inglés)                                                                 |
| 1977-78 | 多羅尾伴内 七つの顔をもつ男           | The Man With Seven Faces                          | 5                  | Misterio                        | No                                                                          |
| 1979-80 | 幻魔大戦 -神話前夜の章                | Genma Wars: Eve of Mythology                      | 3                  | Ciencia ficción, Distopía       | No                                                                          |
| 1983-84 | 八百八町表裏 化粧師                   | 808 Ward Inside and Out: Make-Up Artist           | 3                  | Histórico, Seinen               | No                                                                          |
| 1984-98 | Hotel                                 | Hotel                                             | 37                 | Drama, Seinen                   | No                                                                          |
| 1986    | マンガ日本経済入門                    | Japan Inc.: An Introduction to Japanese Economics | 2                  | Histórico, Educativo            | (en inglés)                                                                 |
| 1986-87 | 北斎                                  | Hokusai                                           | 3                  | Histórico, Biografía            | (en español)                                                                |
| 1987-88 | 仮面ライダーBlack                     | Kamen Rider Black                                 | 6                  | Ciencia ficción, Shonen         | (en inglés)                                                                 |
| 1989-94 | 仮面ライダーZO                        | Kamen Rider ZO                                    | 1                  | Ciencia ficción, Shonen         | No                                                                          |
| 1992    | ゼルダの伝説～神々のトライフォース    | Legend of Zelda: A Link to the Past               | 1                  | Aventura                        | (en inglés)                                                                 |
| 1994    | 古事記 (石ノ森章太郎)                 | Kojiki                                            | 1                  | Histórico                       | No                                                                          |
| 1996-97 | シャーロック・ホームズシリーズ        | Sherlock Holmes Series                            | 10                 | Misterio                        | No                                                                          |
| 1997-98 | ドッグワールド                        | Dog World                                         | 3                  | Aventura, Fantasía              | No                                                                          |

## Otros
A través de los años varias obras de Ishinomori fueron llevadas a la animación, de las cuales algunas han llegado a Occidente. Cabe destacar que aunque muchas series tokusatsu lleven su nombre, su participación en ellas fue prácticamente nula.
| Año(s)    | Título                                         | Producción                  | Nota |
| --------- | ---------------------------------------------- | --------------------------- | --- |
| 1966      | Kaizoku Ouji                                   | Serie animada, 31 episodios | |
| 1966-67   | Rainbow Sentai Robin                           | Serie animada, 48 episodios | |
| 1967      | Cyborg 009: Monster Wars                       | Película animada            | |
| 1967-68   | Donkikko                                       | Serie animada, 21 episodios | |
| 1968      | Cyborg 009                                     | Serie animada, 26 episodios | |
| 1968-69   | Sabu to Ichi Torimono Hikae                    | Serie animada, 52 episodios | |
| 1969      | Soratobu Yuureisen                             | Película animada            | El entonces desconocido Hayao Miyazaki participó como animador en este film.                                                          |
| 1969      | Flower Action 009-1                            | Serie live-action           | |
| 1971-72   | Sarutobi Ecchan                                | Serie animada, 26 episodios | |
| 1971-72   | Ryu,el joven primitivo                         | Serie animada, 22 episodios | |
| 1971-73   | Kamen Rider                                    | Serie tokusatsu             | Basado en el manga homónimo. |
| 1973      | Robot Detective                                | Serie tokusatsu             | Acreditado como creador. |
| 1973-74   | Inazuman                                       | Serie tokusatsu             | Basado en el manga homónimo. |
| 1974-75   | Tonari no Tamageta-kun                         | Serie animada, 60 episodios | |
| 1974-77   | Ganbare!! Robocon                              | Serie tokusatsu             | Acreditado como creador. |
| 1975-76   | Akumaizer 3                                    | Serie tokusatsu             | Acreditado como creador. |
| 1975-77   | Himitsu Sentai Goranger                        | Serie tokusatsu             | Acreditado como creador. |
| 1976      | Space Ironmen Kyodyne                          | Serie tokusatsu             | Acreditado como creador. |
| 1977      | Kaiketsu Zubat                                 | Serie tokusatsu             | Acreditado como creador. |
| 1977      | J.A.K.Q. Dengekitai                            | Serie tokusatsu             | Acreditado como creador. |
| 1977      | Daitetsujin 17                                 | Serie tokusatsu             | Acreditado como creador. |
| 1979      | Daikyouryuu Jidai                              | Película animada            | |
| 1979-80   | Cyborg 009                                     | Serie animada, 50 episodios | |
| 1980      | Cyborg 009: Legend of the Super Vortex         | Película animada            | |
| 1983      | Genma Wars: Harmageddon                        | Película animada            | Cuenta con la dirección de Rintaro (Astroboy) y diseño de personajes de Katsuhiro Otomo (Akira).                                      |
| 1984      | Nebula Mask Machine Man                        | Serie tokusatsu             | Acreditado como creador. |
| 1985      | Kyodai Ken Byclosser                           | Serie tokusatsu             | Acreditado como creador. |
| 1989-90   | Miracle Giants Doumu-kun                       | Serie animada, 49 episodios | |
| 1990-91   | Happyakuyachou Hyouri Kewaishi                 | Serie animada, 16 episodios | |
| 1998-2001 | Skull Man                                      | Manga de 7 volúmenes        | Dibujado por Kazuhiko Shimamoto, es un remake del cómic homónimo de 1970.                                                             |
| 1999      | Voicelugger                                    | Serie tokusatsu             | Acreditado como creador. |
| 2000      | Kamen Rider Kuuga                              | Serie tokusatsu             | Fue la primera serie japonesa de Kamen Rider en 11 años.                                                                              |
| 2000-01   | Android Kikaider                               | Serie animada, 13 episodios | |
| 2001-02   | Kikaider 01: The Animation                     | Miniserie de 4 OVAs         | |
| 2001-02   | Cyborg 009                                     | Serie animada, 50 episodios | Estrenada por Cartoon Network en Latinoamérica.                                                                                       |
| 2002      | Cyborg 009: Conclusion GOD'S WAR: Prologue     | Miniserie de 3 OVAs         | |
| 2002      | Genma Wars: Eve of Mithology                   | Serie animada, 13 episodios | Está basado en una de las últimas sagas del manga, que quedó inconclusa. La serie fue criticada por su animación de bajo presupuesto. |
| 2003      | Guitar wo Motta Shounen: Kikaider vs. Inazuman | 1 OVA                       | |
| 2003-04   | Wonder Bebil-kun                               | Serie animada, 30 episodios | |
| 2003-04   | Gilgamesh                                      | Serie animada, 26 episodios | |
| 2006      | 009-1                                          | Serie animada, 12 episodios | Estrenada por Animax en Latinoamérica.                                                                                                |
| 2009      | Shin Kamen Rider Spirits                       | Manga                       | |
| 2012      | 009 Re:Cyborg                                  | Película animada            | |
| 2013      | 009-1: The End of the Beginning                | Película live-action        | |
| 2015      | Sabu to Ichi Torimono hikae                    | Película live-action        | |
| 2015      | Cyborg 009 vs. Devilman                        | Miniserie de 3 OVAs         | Crossover entre las creaciones más famosas de Ishinomori y Go Nagai.                                                                  |
| 2016      | Cyborg 009: Call of Justice                    | Película animada            | Trilogía de filmes con animación 3D. Fue distribuida internacionalmente por Netflix en formato de miniserie.                          |